# Lingua !o!ung
La lingua !o!ung è una lingua parlata nell'Africa sudoccidentale (Namibia e Angola); appartiene al ramo settentrionale (lingue juu) della famiglia delle lingue khoisan. La lingua è conosciuta anche con la grafia !O!kung.
La lingua !o!ung è parlata da poco più di 5.000 persone (anno 2000), appartenenti al gruppo etnico !kung prevalentemente residenti in Angola. Molti dei parlanti la lingua !o!kung sono bilingui con altre lingue parlate nei territori di stanziamento (portoghese, afrikaans, tswana, inglese). La lingua fa parte del gruppo delle lingue juu, ramo settentrionale delle lingue khoisan.
La lingua !o!ung è una lingua tonale, contraddistinta (come tutte le lingue khoisan) dalla presenza di numerose consonanti clic (prodotte facendo schioccare la lingua contro il palato o contro i denti). Il simbolo "!" che compare nel nome della lingua indica un clic alveolare.